# آزیتا یوسفی
آزیتا یوسفی زاده ۱۹۷۱ در سنت لوئیس، میزوری ، خواننده و موسیقیدان آمریکایی ایرانی‌تبار است که بیش تر با نام کوچکش آزیتا شناخته شده است.او از پدر مادری ایرانی در آمریکا متولد شد.